# Edgar Sheffield Brightman
Pour les articles homonymes, voir Brightman.
Edgar Sheffield Brightman (20 septembre 1884 – 25 février 1953) est un philosophe et théologien américain de confession chrétienne et d'obédience méthodiste. Il est associé à l'Université de Boston et à la « théologie libérale ». Il est l'un des principaux représentants d'un mouvement philosophique idéaliste, spécifiquement américain, connu sous le nom de « personnalisme de Boston ».
Edgar Brightman a été le professeur et le mentor de Martin Luther King, Jr., alors que celui-ci poursuivait son doctorat à l'Université de Boston au début des années 1950. Son influence sur Martin Luther King se révèle en particulier dans sa philosophie de la non-violence.

## Parcours
Edgard Sheffield Brightman est né le 20 septembre 1884 à Holbrook dans le Massachusetts. Il commence ses études de théologie à l'Université Bowne puis les poursuit à Boston où il obtient son doctorat en 1912 sous la direction de Borden Parker Bowne. Brightman est d'abord attiré par la philosophie de Josiah Royce, puis par celle de William James avant de trouver dans le personnalisme de B. P. Bowne la philosophie qu'il cherchait. De 1912 à 1919, il enseigne la philosophie dans les universités méthodistes. En 1919, il est nommé « Borden Parker Bowne professeur of Philosophy » à l'Université de Boston. Il exerce ses fonctions de ministre de l’Église méthodiste et de professeur de philosophie jusqu'à sa mort le 25 février 1953, à Boston. Brightman a alors acquis de nombreux disciples parmi les dirigeants des Églises évangélistes, dont Martin Luther King, Jr., qui en a repris la philosophie de la non-violence.

## Philosophie
Edgar Brightman est un philosophe idéaliste dont la philosophie est proche de celle de Borden Bowne. Il s'agit d'un idéalisme pluraliste qui place la personne, conçue comme un esprit individuel, au centre de l'existence, approche philosophique qu'on nomme pour cette raison « personnalisme ». Brightman s'éloigne toutefois du personnalisme de Bowne par le rôle moins important qu'il accorde à la Personne divine.

### «Théisme limité»
Brightman  reprend à son compte l'objection kantienne contre l' « argument ontologique » de l'existence de Dieu, argument qui consiste à inférer la nécessité de cette existence à partir de la notion même de Dieu (ou de son essence), mais il l'adapte à l'argument personnaliste : « on n'a pas le droit d'affirmer qu'un être parfait est réel simplement parce que s'il y avait un tel être, il devrait être réel ». Seule l'expérience de Dieu, autrement dit la foi, peut nous éclairer sur la réalité de son existence.
Dieu est en outre un être fini. Brightman adhère à  la vision traditionnelle d'un Dieu infini dans sa bonté, mais il n'accepte pas l'idée que Dieu soit infini dans sa puissance. Conserver l'idée d'un pouvoir infini de Dieu compromet en effet sérieusement sa bonté. Si l'on prend au sérieux l'existence du Mal, c'est la puissance même de Dieu qui doit donc être comprise comme limitée par certaines conditions tenant à sa nature.
Le Dieu de Brightman est par ailleurs un être temporel, car il est une personne au même sens que nous le sommes, et, comme tel, il n'est pas éternel – en dehors du temps – mais « omni-temporel » (ainsi qu'omniprésent), agissant en tout temps et en tout lieu.

### «Empirisme transcendant»
Bien qu'idéaliste, la philosophie de Brightman se veut également empiriste. Il rejette le doute méthodique de Descartes et commence la recherche de la vérité directement dans l'expérience, en avançant et en testant des hypothèses. C'est cette méthode qui le conduit à établir que tout ce qui existe (ou subsiste) n'existe que pour l'esprit ou en lui. Il définit ainsi son personnalisme comme l'hypothèse selon laquelle tout être est soit une expérience personnelle (une unité complexe de la conscience), soit une phase ou un aspect d'une ou plusieurs de ces expériences. La réalité s'identifie alors à la société de personnes.
L'expérience personnelle ne se limite pas cependant à celle que peuvent avoir les êtres humains et il existe une réalité empirique qui dépasse de loin celle qui nous est donnée par nos sens. Cette réalité est celle qui existe pour et en Dieu, en tant qu'expérience divine. Brightman qualifie lui-même cette position d'« empirisme transcendant ». Comme pour Bowne, la nature tout entière est chez lui un ordre généré par l'esprit de la « Personne Cosmique » qu'est Dieu, de façon à permettre l'intersubjectivité de l'expérience entre les hommes.

### «Lois morales»
L'ouvrage le plus impressionnant de Brightman est Moral Laws (« Lois morales »), publié en 1933, dans lequel il expose et développe une théorie éthique qui s'inscrit dans une perspective hégélienne. Compris de façon dialectique, « la vie morale est un exemple du rapport de l'universel au particulier » qui permet à chaque personne d'atteindre par la raison la plus grande liberté possible.

## Publications principales
- The Sources of the Hexateuch, New York, Abingdon, 1918.
- Introduction to Philosophy, New York, H. Holt, 1925.
- Immortality in Post-Kantian Idealism, Cambridge (Massachusetts), Harvard University Press, 1925.
- Religious Values, New York, Abingdon, 1925.
- Philosophy of Ideals, New York, H. Holt, 1928.
- Problem of God, New York, Abingdon, 1930.
- The Finding of God, New York, Abingdon, 1931.
- Is God A Person?, New York, Association Press, 1932.
- Moral Laws, New York, Abingdon, 1933.
- Personality and Religion, New York, Abingdon, 1934.
- The Future of Christianity, New York, Abingdon, 1937.
- Philosophy of Religion, New York, Prentice-Hall, 1940.
- The Spiritual Life, New York, Abingdon-Cokesbury, 1942.
- Nature and Values, New York, Abingdon-Cokesbury, 1945.
- Persons and Values, Boston, Boston University Press, 1952.
- Studies in Personalism: Selected Writings of Edgar Sheffield Brightman (édité par Warren Steinkraus), Utica, Meridian, 1987.